# Tixcocoba maya
Tixcocoba maya är en spindelart som beskrevs av Willis J. Gertsch 1977. Tixcocoba maya ingår i släktet Tixcocoba och familjen säckspindlar. Inga underarter finns listade i Catalogue of Life.